# دو نفر برای شادی
دو نفر برای شادی (انگلیسی: Two for Joy) فیلم بریتانیایی در ژانر درام روان‌شناختی محصول سال ۲۰۱۸ است که نویسندگی و کارگردانی آن را تام بیرد بر عهده داشته و بازیگران سامانتا مورتون، بیلی پایپر، امیلیا جونز، بلا رمزی، بجر اسکلتون و دنیل میز در آن ایفای نقش کرده‌اند. این فیلم، نخستین تجربهٔ کارگردانی بلند بیرد محسوب می‌شود. نخستین نمایش فیلم در ۲۷ سپتامبر ۲۰۱۸ در بریتانیا انجام شد و انتشار گستردهٔ آن دو سال بعد، در ۲۷ آوریل ۲۰۲۱ صورت گرفت.

## داستان
عایشه پس از مرگ همسرش، دچار افسردگی شدیدی می‌شود. دختر بزرگ‌ترش 'وی' ناچار است بار اصلی مسئولیت‌های پدر و مادر را به دوش بکشد، در حالی که پسر کوچک‌ترش تروی از مدرسه اخراج شده و هر روز بیشتر از خانواده فاصله می‌گیرد. از اینجا به بعد، فاجعه‌ای غیرمنتظره می‌تواند این خانوادهٔ ازهم‌گسیخته را یا به کلی نابود کند یا دوباره گرد هم آورد.

## بازیگران
- سامانتا مورتون در نقش عایشه
- امیلیا جونز در نقش وی
- بیلی پایپر در نقش لیلا
- بلا رمزی در نقش میراندا
- بجر اسکلتون در نقش تروی
- دنیل میز در نقش لیاس

## بازخورد
این فیلم بر پایهٔ ۱۶ نقد در وبگاه راتن تومیتوز امتیاز ۱۰۰٪ دریافت کرده است. بث وب از امپایر به این فیلم چهار ستاره از پنج ستاره داد.
استیون فاربر از هالیوود ریپورتر نقد مثبتی بر فیلم نوشت و بیان کرد: «بیرد انتظار دارد که شخصیت‌ها را از طریق تعاملات فیزیکی و همچنین حالت‌های چهره‌شان بشناسیم و در نهایت بدون روایت‌پردازی مرسوم سینمایی، به‌طور عمیق به این افراد علاقه‌مند می‌شویم.»